# Lluís Anton Baulenas i Setó
Lluís Anton Baulenas i Setó (Barcelona, 21 september 1958) is een Catalaans schrijver, vertaler, letterkundig criticus en voormalig leraar. Hij werd op 21 september 1958 in Barcelona geboren. Hij schrijft ook geregeld voor de dagbladen El País, El Periódico de Catalunya, La Vanguardia en Avui.
Baulenas studeerde Catalaanse filologie. Daarna stond hij in het middelbaar onderwijs als leraar Catalaans, tot hij in 1987 besloot zich volledig aan het schrijverschap te wijden. Zijn eerste werken schreef hij voor het toneel, stukken die hij zelf ook uitvoerde als acteur en regisseerde. Zijn grootste succes kent hij echter met zijn verhalen en romans. Hij had in datzelfde jaar gedebuteerd met de verhalenbundel Qui al cel escup (Wie op de hemel spuwt). Volgens literatuurcritica Anne Jongeling bewijst Baulenas telkens weer dat hij uit kleine gegevens een groots verhaal kan destilleren. De filmregisseur Ventura Pons i Sala verfilmde drie van zijn werken: de films Anita no perd el tren(2001),  gebaseerd op zijn verhaal Bones Obres (Goede werken), Amor idiota (2001) naar het gelijknamige boek, en A la deriva (2009) naar het boek Àrea de servei. Telkens schreef Baulenas het scenario.
Baulenas is tevens een begenadigd vertaler met onder meer Cal dir-ho? van Eugène Labiche, Dos en un balancí van William Gibson, El llarg viatge d'un dia vers la nit van Eugene O'Neill en werken van Jean Cocteau, Albert Camus, Boris Vian, Friedrich Dürrenmatt.

## Enkele werken
in het Nederlands
- Het Geluk, vertaling van La felicitat door Pieter Lamberts.[5] De roman speelt zich af in het begin van de twintigste eeuw, als een groot stedenbouwkundig project heel de stad Barcelona in beweging brengt: de verbinding van het Eixample met de haven, door een grote boulevard, de Gran Via, nu Via Laietana. Voor die werken worden hele wijken met hun straten en pleintjes van de kaart geveegd. De geschiedenis van kleine en grote mensen, elk op zich op zoek naar het geluk, titel van de roman.
- Voor een zak met botten, vertaling van Per un sac d'ossos door Joan Garrit en Pieter Lamberts.[6] Een roman over de concentratiekampen tijdens de Spaanse Burgeroorlog. De hoofdfiguur, Genís Aleu, belooft in 1941 aan zijn stervende vader dat hij een van diens vrienden die oneervol begraven is in een concentratiekamp een echt graf zal bezorgen. De roman speelt zich af in de eerste tien jaar na de Burgeroorlog, als het verarmde Spanje aan een moeilijke wederopbouw begint.
- De neus van Mussolini ,vertaling van El nas de Mussolini door Joan Garrit en Pieter Lamberts.[7] Het verhaal van een jonge revolutionaire, die de opdracht krijgt een aanslag op dictator Miguel Primo de Rivera te plannen. In afwachting op het bevel tot uitvoering trekt ze zich met haar vader in een dorpje in de Pyreneeën terug. Maar het bevel komt nooit. Ze probeert zo goed als zo kwaad te overleven in armoedige omstandigheden. Wie niets meer heeft om het leven zin te geven, klampt zich steeds steviger vast aan het ideaal, als laatste redmiddel om zich staande te houden.[4] Ze leert in het dorp een meisje kennen, dat de geliefde is van een plaatselijke baron. Er ontwikkelt zich een spannende relatie met een onverwachte afloop.

in het Catalaans (selectie)
- Qui al Cel escup (1987), debuut
- El fil de plata (1998)
- Anita no perd el tren (2001)
- Amor idiota (2001)
- Àrea de servei (2007)
- Per un sac d'ossos (2005)
- El nas de Mussolini (2009)
- L'últim neandertal (2014)
- La vostra Anita (2015)
- Amics per sempre (2017)
- Els camins de la Rut (2019

## ijzen
- 1989 Premi Documenta de narrativa voor Càlida nit
- 1998 Premi Carlemany de novel·la voor El fil de plata
- 1999 Serra d'Or-criticiprijs voor literatuur en essay per El fil de plata
- 2000 Premi Prudenci Bertrana de novel·la voor La felicitat
- 2005 Premi Ramon Llull de novel·la voor Per un sac d'ossos
- 2008 Premi Sant Jordi de novel·la voor El nas de Mussolini

- Biblioteca Nacional de España: XX1720380
- Bibliothèque nationale de France: cb137432853 (data)
- Catàleg d'autoritats de noms i títols de Catalunya: 981058511741706706
- Gemeinsame Normdatei: 1048643808
- International Standard Name Identifier: 0000 0000 8404 3403
- Library of Congress Control Number: n85192316
- Nationale Bibliotheek van Tsjechië: xx0309912
- Nationale Bibliotheek van Israël: 987007334937905171
- Nederlandse Thesaurus van Auteursnamen: 129732680
- Istituto Centrale per il Catalogo Unico: USMV673188
- Système universitaire de documentation: 066890667
- Virtual International Authority File: 102272285
- WorldCat: E39PBJjmT4qt4KTYtH8YdrTvHC